# Avendorp
Avendorp is een terpbuurtschap in de gemeente Schagen, in de Nederlandse provincie Noord-Holland. 
Avendorp is een van de terpen die nog zichtbaar zijn in de omgeving van de stad Schagen. Het is een oude terp, die verhoogd is ten tijde dat het gebied nog gekenmerkt werd door regelmatige overstromingen. Avendorp is de hoogste terp in de omgeving van Schagen. De terp is gelegen tussen Tjallewal en de stad. Op de terp is nog een 17e-eeuwse stolpboerderij te vinden. Naast de terp zelf worden ook de landerijen om de terp heen bij de buurtschap gerekend, incluis het gebied rondom de Breekom.
Burgerbrug · Burgervlotbrug · Callantsoog · Dirkshorn · Eenigenburg · Groenveld · Groote Keeten · Krabbendam · Oudesluis · Petten · 't Rijpje · Schagen · Schagerbrug · Schoorldam (deels) · Sint Maarten · Sint Maartensbrug · Sint Maartensvlotbrug · Stroet · Tjallewal · Tolke (deels) · Tuitjenhorn · Valkkoog · Waarland · Warmenhuizen · 't Zand

Buurtschappen: Abbestede · Avendorp · Bliekenbos · 't Buurtje · De Banne · Burghorn · Cornelissenwerf · Dijkstaal · Grootven · Grotewal · Het Korfwater · De Hale · Hemkewerf · Huiskebuurt · Kalverdijk · Keinse · Keinsmerbrug · Kerkbuurt · Lagedijk · Leihoek · Mennonietenbuurt · Nes · Schagerwaard · Sint Maartenszee · Slootgaard · De Stolpen · Stolpervlotbrug · Vennik (deels) · 't Wad · De Weel (deels) · Woudmeer · Zijbelhuizen · Zijpersluis